# Romain Larrieu
Pour les articles homonymes, voir Larrieu.
Romain Larrieu est un footballeur français, né le 31 août 1976 à Mont-de-Marsan (Landes), évoluant au poste de gardien de but.

## Biographie
En 1991, alors joueur du FC Périgny, il dispute la Coupe nationale des minimes avec la sélection de la Ligue du Centre-Ouest. 
Ce gardien de but effectue la majeure partie de sa carrière avec le club anglais de Plymouth.
En octobre 2007, il est prêté par Plymouth pour un mois au club de Yeovil Town.
Revenu rapidement à Plymouth, il est capitaine de son équipe pour la saison 2009-2010, et met en fin sa carrière à l'issue de la saison 2011-2012.

## Carrière
- 1997-1998 : Montpellier HSC ( France)
- 1998-1999 : Blagnac FC ( France)
- 1999-2000 : ASOA Valence ( France)
- 2000-2012 : Plymouth Argyle ( Angleterre)
- 2007 : Gillingham FC (en prêt) ( Angleterre)
- 2007-Octobre 2007 : Plymouth Argyle ( Angleterre)
- Octobre 2007 : Yeovil Town (en prêt) ( Angleterre)[2],[3]

## Palmarès
- Champion d'Angleterre de D3 en 2004 avec Plymouth
- Champion d'Angleterre de D4 en 2002 avec Plymouth
- Vainqueur de la coupe Gambardella avec Montpellier